# 左然
左然（1451年—？），字允之，直隸寧國府涇縣人，民籍，明朝政治人物。

## 生平
應天府鄉試第二十名舉人。弘治三年（1490年）中式庚戌科會試第二百九十名，三甲第一百五十三名進士。

## 家族
曾祖左處中，訓科；祖父左有昂，贈監察御史；父左孟暹，母王氏，慈侍下。